# Abby Ringquist
Abby Ringquist, tidigare Abby Hughes född 21 juni 1989 i Salt Lake City, Utah, USA är en amerikansk före detta backhoppare. Hon deltog regelbundet i världscupen i backhoppning för kvinnor under 2010-talet med hyfsad framgång och en sjunde plats som bäst. Hughes var dessutom med i Damernas normalbacke i backhoppning vid olympiska vinterspelen 2018 i Pyeongchang där hon blev tjugonia.

## Karriär

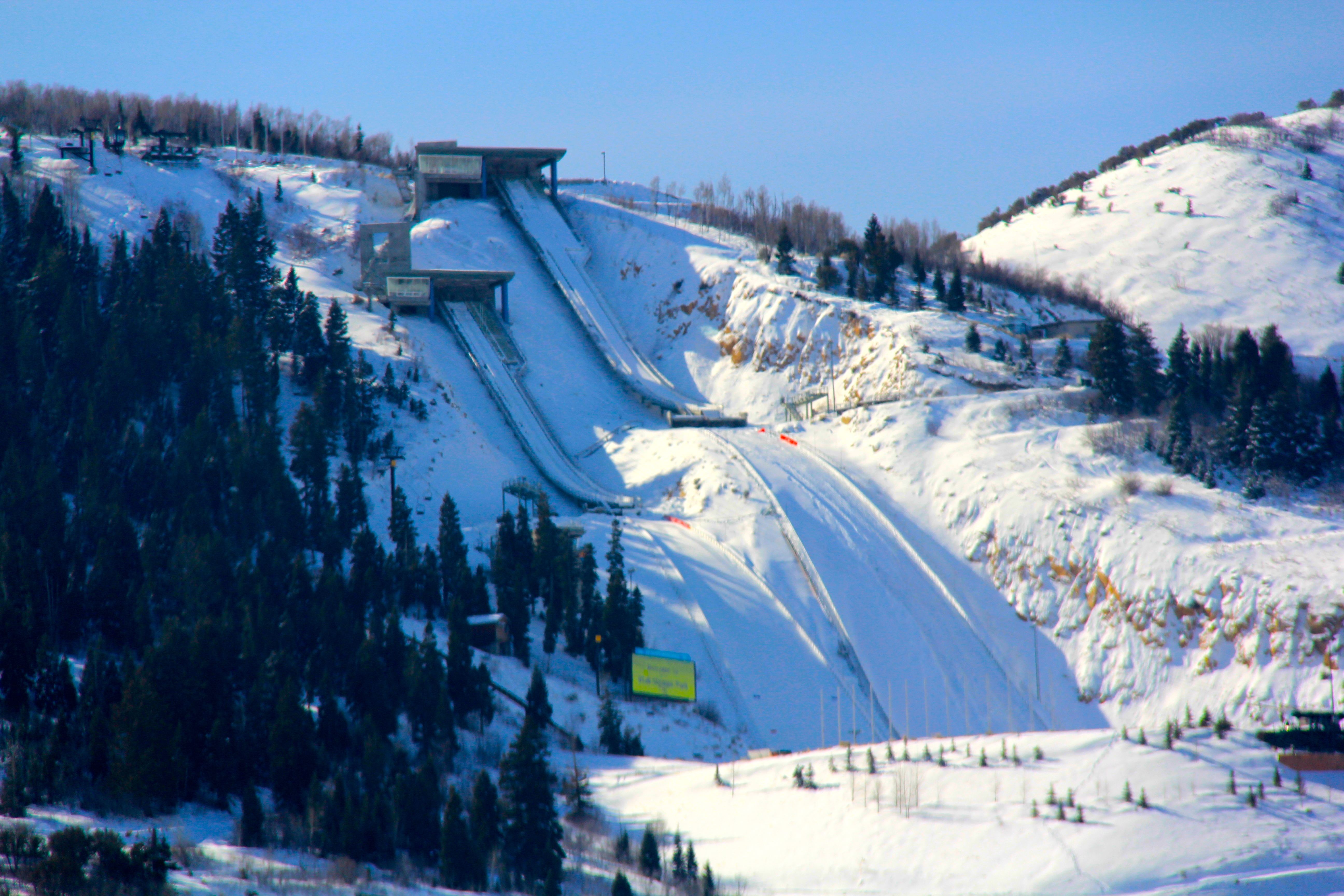
Utah Olympic Park, Abby Ringquist's hemmabacke

Abby Ringquist (då Hughes) startade sin karriär i sin hemort Salt Lake City och tränade i hoppbackarna i Utah Olympic Park
Ringquist började tävla internationellt säsongen 2004/2005. Efter två pallplatser i Kontinentalcupen (nivån under världscupen) 2006 och 2011 så gjorde hon sin debut i världscupen för kvinnor säsongen 2011/2012, den 3 december 2011 i Lillehammer och slutade på en tjugoförsta plats i hennes första tävling. Hon deltog i tre världsmästerskap, I Oslo 2011 där hon blev tjugotrea, i Val di Fiemme 2013 där hon kom på trettiotredje plats och i hennes sista världsmästerskap i Falun, Sverige 2015 blev hon trettiofyra. 
Hon deltog i världscupen varje säsong fram till säsongen 2017/2018 och etablerade sig bland de 30 bästa hopparna. Det hann bli två stycken topp tio-placeringar i karriären.
Abby Ringquist lade ner karriären efter OS år 2018 efter finansiella bekymmer. Då hade hon i flera år haft tre olika jobb och dessutom varit tränare för yngre backhoppare för att kunna finansiera sin karriär. Hon hade länge funderat på att lägga av men valde att fortsätta fram till OS då hon alltid drömt om att få delta i Olympiska spelen och då hon ej blev uttagen till Sochi 2014. Ringquist gjorde sammanlagt 73 världcuptävlingar i hennes karriär.

## Statistik

### Sammanlagdavärldscupen
| Säsong    | Plats | Poäng |
| --------- | ----- | ----- |
| 2011/2012 | 25.   | 0109  |
| 2012/2013 | 21.   | 0160  |
| 2013/2014 | 53.   | 13    |
| 2014/2015 | 34.   | 41    |
| 2015/2016 | 43.   | 14    |
| 2016/2017 | 28.   | 0106  |
| 2017/2018 | 45.   | 8     |

## Familj
Abby Ringquist är lillasyster till Blake Hughes, som också var backhoppare på elitnivå och som deltagit i världscupen för herrar.

## Galleri

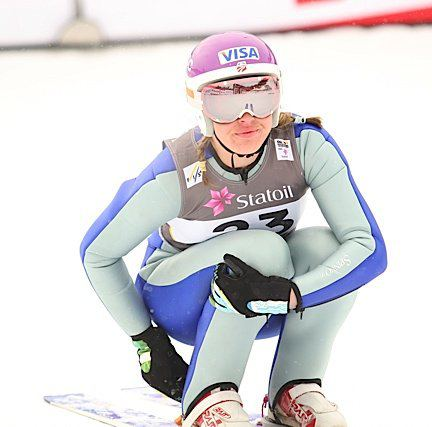
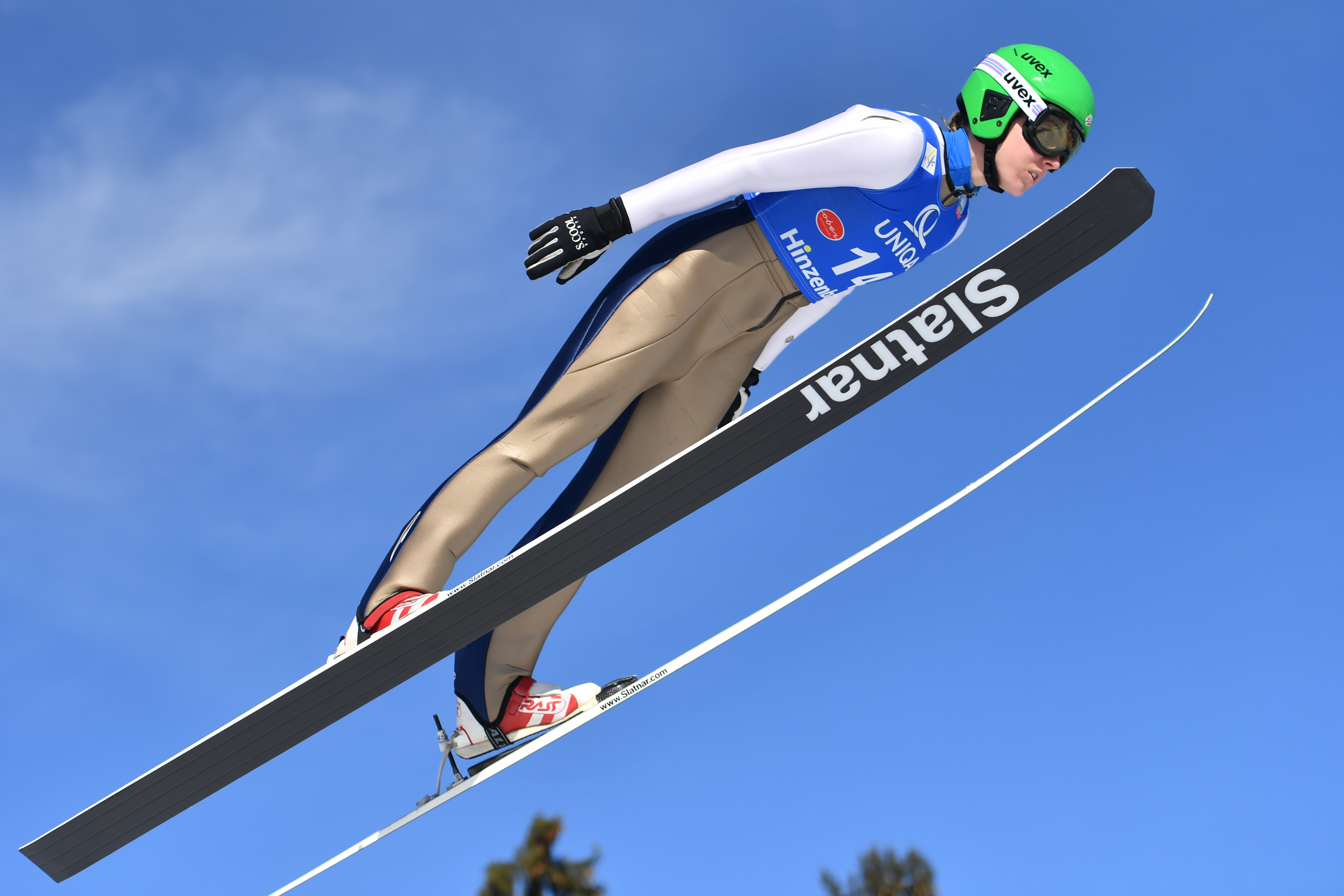
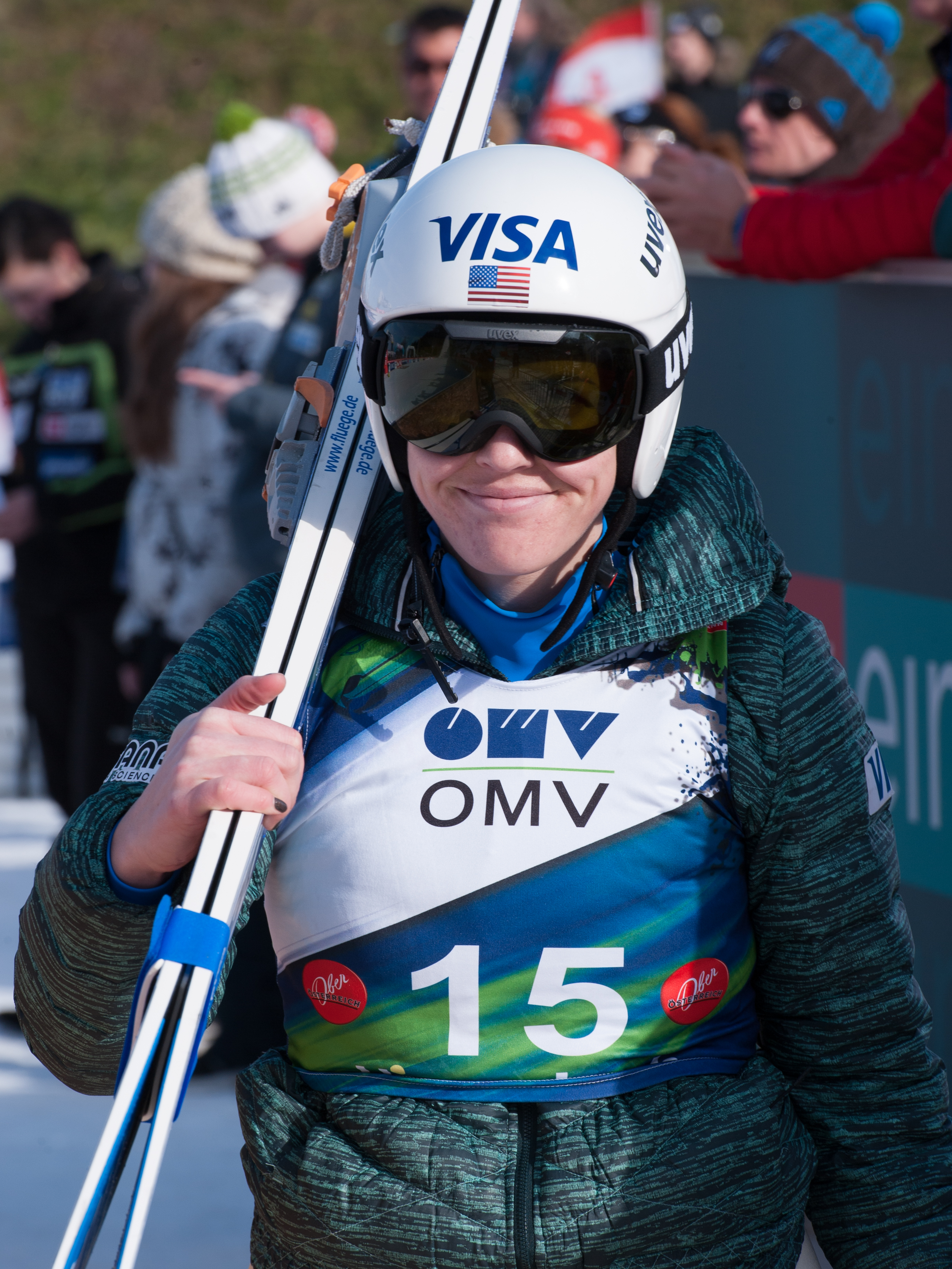